# Nola (Cameroun)
Pour les articles homonymes, voir Nola.
Nola  est un village du Cameroun situé dans le département du Boumba-et-Ngoko et la région de l'Est, à proximité de la frontière avec la république du Congo. Il fait partie de la commune de Moloundou. 

## Population
En 2005, Nola comptait 1 102 habitants dont 567 hommes et 535 femmes.

## Climat
Le climat est dit « de savane » : l'hiver est très sec et en temps[pas clair] les précipitations sont très importantes.

## Localité
Le village de Nola se situe au niveau d'un carrefour de voies fluviales : en amont du fleuve Boumba et Dja, ainsi qu'en aval du fleuve Ngoko.